# Obanosa
Obanosa, aussi connu avant son couronnement comme prince Osifo, est le trente et unième oba du royaume du Bénin, régnant de 1804 à 1816. Son règne est marqué par un conflit notable connu sous le nom d'Okpughe. On sait peu de choses sur les débuts d'Obanosa ni sur sa date et lieu de naissance. Cependant, les documents historiques confirme son appartenance à la lignée royale au sein du royaume du Bénin et il monte sur le trône après le décès d'Oba Akengbuda.
Il est en rivalité ouverte avec un autre chef, Osopakharka. Cette rivalité a des conséquences qui marquent profondément la tradition orale et d'Edo (actuellement Benin City). Les deux hommes se disputent l'influence et la reconnaissance de la population et des chefs politiques, ce qui aboutit à un conflit destructeur qui entraine la mort d'environ 5000 personnes.
Après ce drame, Obanosa fait exécuter sa propre mère, Iyoba (en) Ose, par lapidation à la craie de mer. Obanosa succome quelques jours plus tard à la maladie. Son règne marque l'histoire du Bénin par ses nombreux conflits et l'influence du clan spirituel Eniwaren-Aso.

## Biographie

### Jeunesse
Obanosa, de son nom de naissance Osifo, est le fils d'Akengbuda. On sait peu de choses sur les débuts d'Obanosa, y compris des détails spécifiques sur sa date et son lieu de naissance.
Avant de monter sur le trône, le prince Osifo profère des menaces publiques répétées contre Osopakharha, jurant d'ordonner sa mort une fois qu'il deviendrait l'Oba du Bénin . Ces menaces sont d'abord accueillies avec scepticisme, car beaucoup pensent que le prince Osifo dépasserait son animosité et son impulsivité juvénile. Ses aînés, qui reconnaissent son intelligence et ses promesses, espèrent qu’il devienne un dirigeant plus mesuré et plus sage   .
Les documents historiques confirment sa lignée royale au sein du royaume du Bénin et il monte sur le trône après le décès de son prédécesseur, oba Akengbuda  . Il choisit comme nom de règne Obanosa qui signifie avec la sagesse de Dieu dans l'espoir de rompre avec sa précédente image.

### Rivalité avec Osopakharha
Osopakharha, fils du chef Ahiye qui est l'Esogban (Sorcier) du Bénin, appartient à une famille du quartier Ugbague. Il devient lui-même sorcier au sein d'un clan de sorcières connu sous le nom d'Eniwanren-Aso (Anciens de la Nuit). Pour cette raison, la tradition orale le surnomme parfois Roi de la Nuit en opposition à Obanosa qui représente les cieux,.
La rivalité entre les deux hommes marque l'ensemble du règne d'Obanosa  et provoque une importante concurrence entre eux, cherchant à acquérir en légitimité et prestige  .
La genèse de leur rivalité nait d’un choc de personnalités et d’aspirations. Osopakharha est connu pour sa popularité, son audace et son style de vie flamboyant. Il apprécie l’attention et ne s’excuse pas d’afficher son charme et son influence . D'un autre côté, le prince Osifo possède une intelligence et une sagesse remarquables, le rendant attachant à la fois à ses pairs et à ses aînés.
Cependant, sous le vernis de l’admiration et du respect, une rivalité latente commence à émerger. Le prince Osifo est de plus en plus irrité par la popularité, la flamboyance et ce qu'il perçoit comme de la prétention  . On dit qu'il entretient une rancune profonde contre Osopakharha, ce qui finit par conduire à une série d'affrontements et d'affrontements  .
L’inimitié entre les deux jeunes hommes ne fait que s’approfondir au fil du temps. Leur rivalité se joue dans les arènes sociales et politiques de Benin City, où ils rivalisent d'influence et de reconnaissance. Osopakharha, refusant de se laisser en reste, adopte le surnom « Oba Aso », signifiant « roi de la nuit ». Ce titre remet en question l'autorité d'Obanosa.
Pour compliquer encore les choses, Osopakharha développe une relation étroite et controversée avec Iyoba (en) (reine mère) Ose, la mère du prince Osifo et la matrone du clan des sorcières Eniwanren-Aso. Ses fréquentes visites à son palais à Uselu alimentent la querelle et représentent pour certains un nouvel affront à l'autorité d'Obanosa .

### Point de non-retour
La rivalité atteint son point de non-retour et un conflit violent éclate entre les deux partis. Ce conflit est connu sous le nom d'Okpughe. Des combats de rue entrainent la mort de 5000 personnes et l'abandon des rues proches du quartier d'Ugbague pendant des décennies. La ville est déchirée par l'affrontement entre les partisans d'Obanosa et d'Osopakharha  .
Au lendemain du conflit, la santé d'Obanosa commence à se détériorer rapidement. Un oracle, consulté pour identifier la source de sa maladie, l'attribue à Iyoba Ose. Dans un acte sans précédent, Obanosa ordonne l'exécution publique de sa propre mère par lapidation, à l'aide de briques moulées d'esorhue (craie de mer). Cet événement marque un tournant tragique dans le règne d'Obanosa et démontre encore davantage la profondeur de son inimitié envers Osopakharha .

### Décès
Quelques jours après l'exécution d'Iyoba Ose, Obanosa succombe à la maladie et accomplit selon la tradition orale une prophétie formulée par Osopakharha : obo no biekhu, kevbe ekhu, era gba yowa, signifiant « la main qui ouvre une porte accompagne la porte ». Avec la mort des deux rivaux, un chapitre de conflit et de troubles intenses dans le royaume du Bénin prend fin  . Après son règne, ses deux fils se disputent l'accès au trône. Ogbebo, le fils cadet, l'usurpe et provoque un conflit ouvert avec son frère Osemwende qui le destitue huit mois plus tard.

## Postérité
Le règne d'Obanosa laisse un impact significatif sur l'histoire du Bénin, caractérisée par des conflits, des luttes de pouvoir et l'influence de l'ésotérisme par l'intermédiaire du clan des sorcières Eniwanren-Aso . Obanosa marque à la fois par l'admiration et la controverse et le récit de la tradition orale continue de faire l'objet d'analyses et d'interprétations historiques .
En 1804, après avoir hérité du trône, Obanosa crée également le titre de « Mère de l'Oba » et érige un autel royal en son honneur .